# Kashmiria
Kashmiria es un género con una especies de plantas de flores de la familia Scrophulariaceae. 

## Especies seleccionadas
- Kashmiria himalaica

- Datos: Q10313945
- Multimedia: Kashmiria / Q10313945
- Especies: Kashmiria (Veroniceae)